# Кунаков, Юрий Александрович
Юрий Александрович Кунаков (род. 19 февраля 1990, Воронеж) — российский прыгун в воду, заслуженный мастер спорта России.
Занимается спортом с 5 лет. В сборной команде России с 2004 года. Серебряный призёр Олимпийских игр 2008 года (выступал в паре с Дмитрием Саутиным). Серебряный призёр чемпионата Европы 2006 года, чемпион России 2007 года.
Живёт и тренируется в Воронеже.
В 2010 году выиграл «Жестокие игры» в паре с Еленой Замолодчиковой.
В июне 2011 года женился на девушке Светлане которая старше его на 2 года с которой встречался более двух лет.
- В 2012 году окончил Воронежский экономико-правовой институт по специальности Менеджмент

## Награды и звания
- Медаль Ордена «За заслуги перед Отечеством» II степени — За большой вклад в развитие физической культуры и спорта, высокие спортивные достижения на Играх XXIX Олимпиады 2008 года в Пекине (2009)[2]
- Заслуженный мастер спорта России